# Tamas Quraschwili

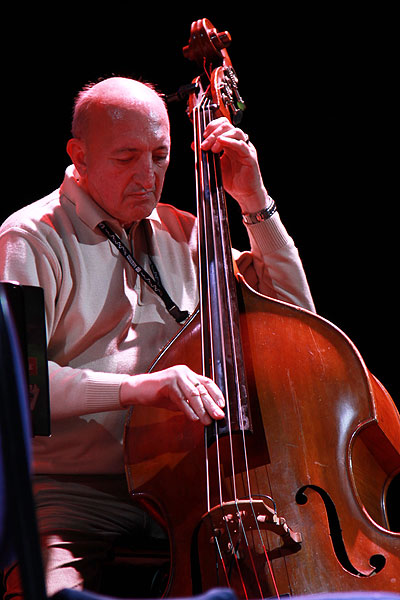
Tamas Quraschwili (2018)

Tamas Quraschwili (russ. Тамаз Курашвили, georgisch თამაზ ყურაშვილი, * 25. August 1947 in Tiflis; † 28. Februar 2023) war ein sowjetischer bzw. georgischer Jazzmusiker (Kontrabass, Komposition).
Tamas Quraschwili arbeitete im Laufe seiner Karriere mit Vagif Mustafa Zadeh, dem Solisten-Ensemble des Georgischen Staatlichen Fernseh- und Rundfunk-Orchesters, außerdem mit Leonid Chizhik, German Lukjanow, Vladimir Boldyrev und anderen zusammen. Er nahm 1990 gemeinsam mit Sergei Gurbeloshvili und Nikolai Levinovsky ein Melodija-Album auf, Classical Jazz Ballades. Außerdem spielte er ab den 1980er-Jahren im Georgi Garanyan Trio mit dem Schlagzeuger Andrei Chernayev, außerdem in einem Trio mit dem Pianisten Mikhail Okun und dem Schlagzeuger Victor Yepaneshnikov, die beide aus Leningrad stammten (Bratislava Jazz Days '87). Des Weiteren schrieb er die Musik für die Filme  Isini (1992, Regie: Levan Zakareishvili) und Gift (2013, Regie: Tornike Bziava).

## Diskographische Hinweise
- Sergei Gurbeloshvili, Nikolai Levinovsky, Tamas Quraschwili: Classical Jazz Ballades (Melodiya, 1990)
- Mikhail Okun, Tamas Quraschwili, Viktor Epaneschnikow (Михаил Окунь, Тамаз Курашвили, Виктор Епанешников) (Melodiya, 1990)